# 91式歩槍
91式歩槍（91式小銃、T91戰鬥步鎗）は、中華民国国軍の制式アサルトカービン（突撃騎銃）。86式歩槍に各部改良を加え、民国91年（2002年）に制式化された。正式名称は5.56mm T91 アサルトライフル。中華民国陸軍や中華民国憲兵隊および中華民国海軍陸戦隊で採用されている。
65式の改良型である86式のさらなる改良型で、レシーバー上部とガスブロック下部にピカティニー・レールを装備し、ハンドガード上部にもアクセサリが取り付けられるようになっている。
Wolf Performance Ammunition社が91式のアッパーレシーバーを「Wolf A1」という製品名で販売しており、アメリカで合法的に購入可能な民間用AR-15に組み込むことで、91式と同様の作動方式と外観にすることが可能である。

## ギャラリー

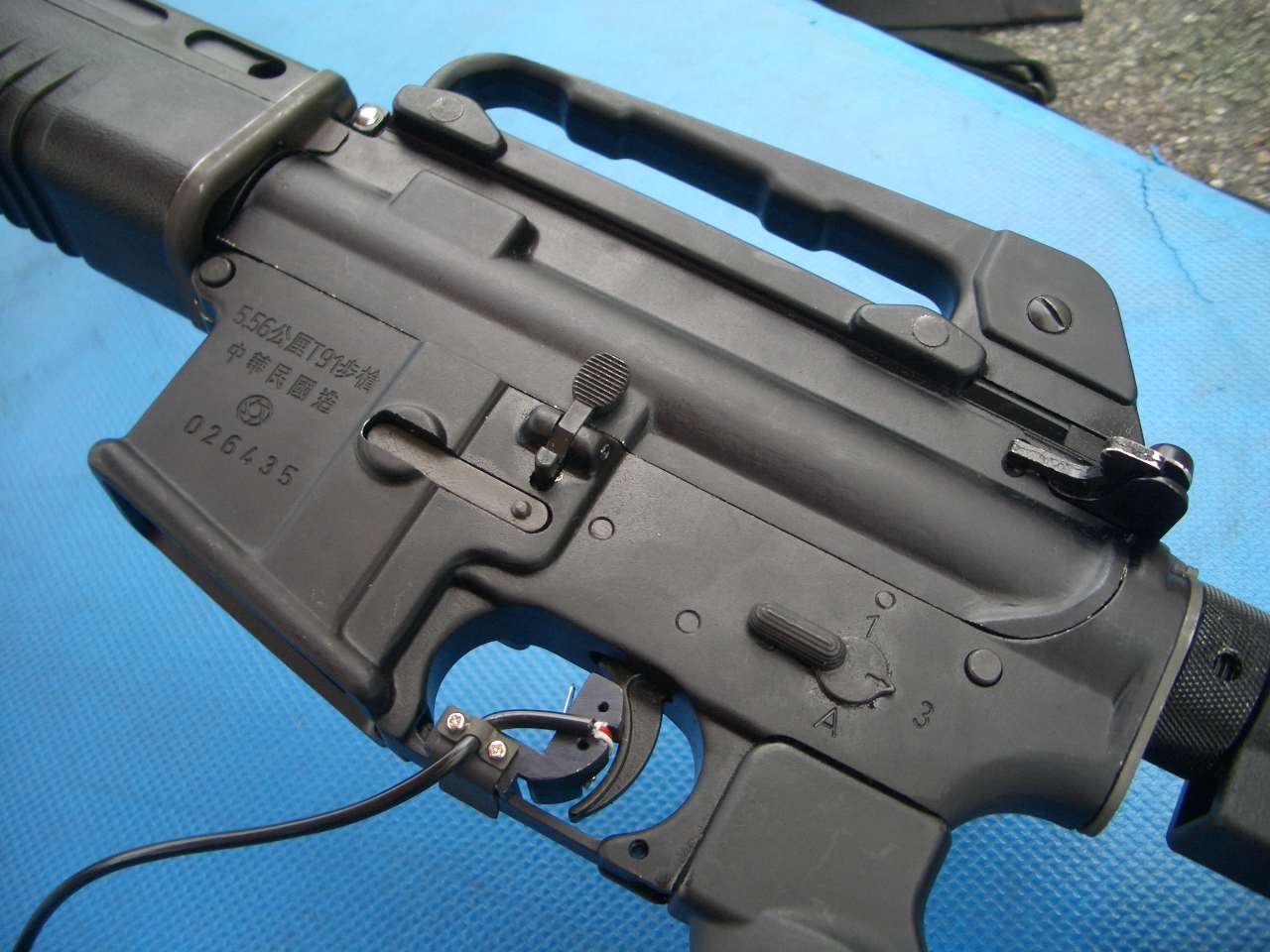
91式の機関部
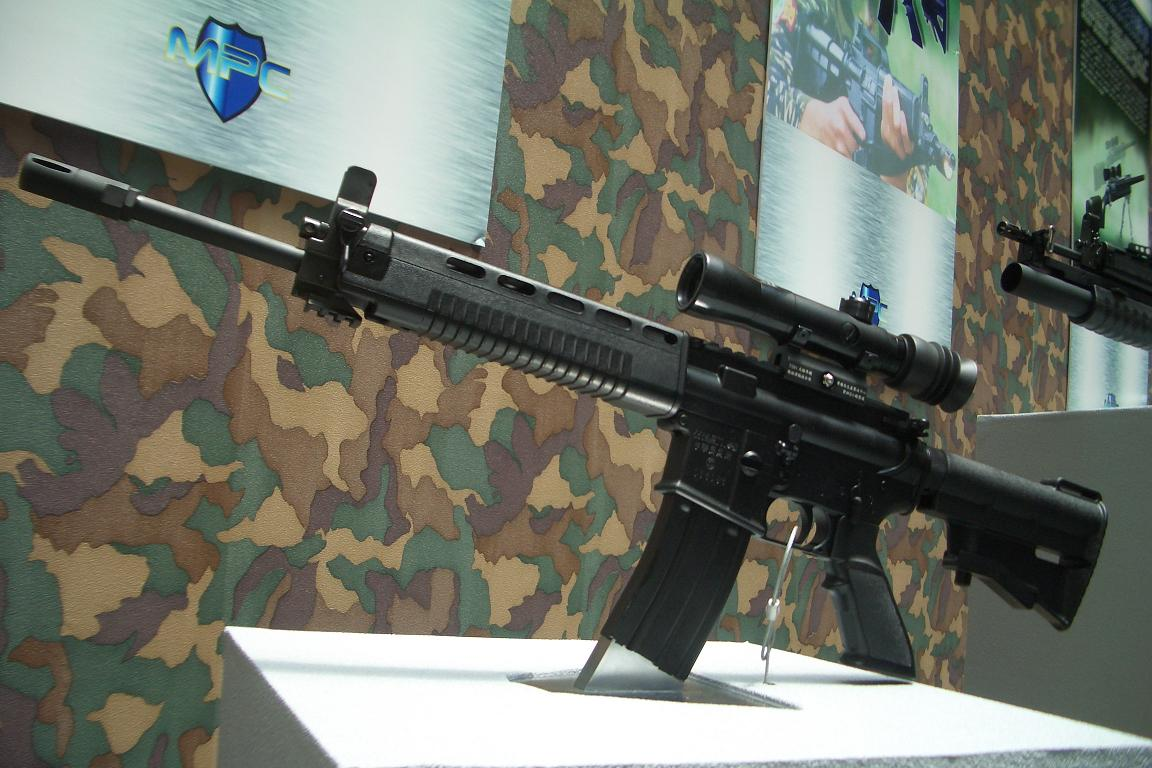
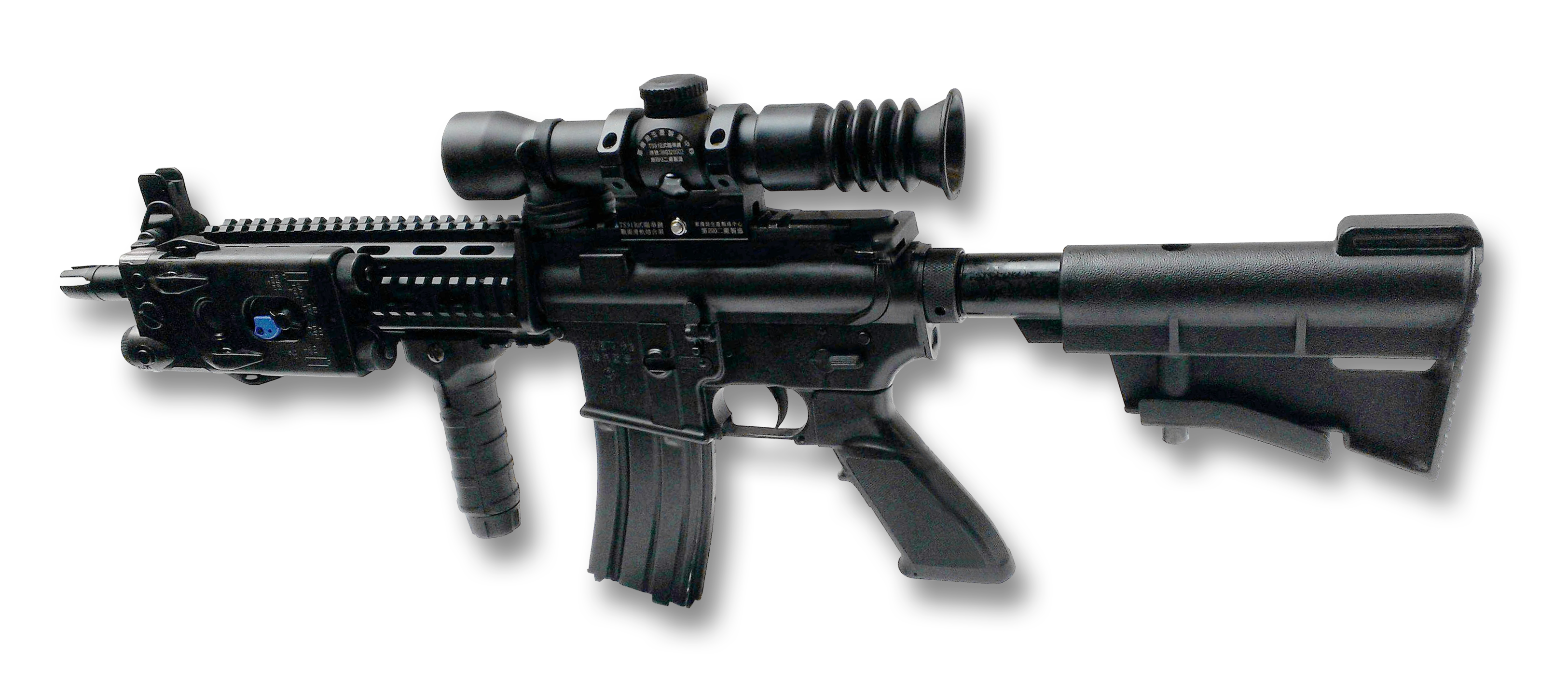
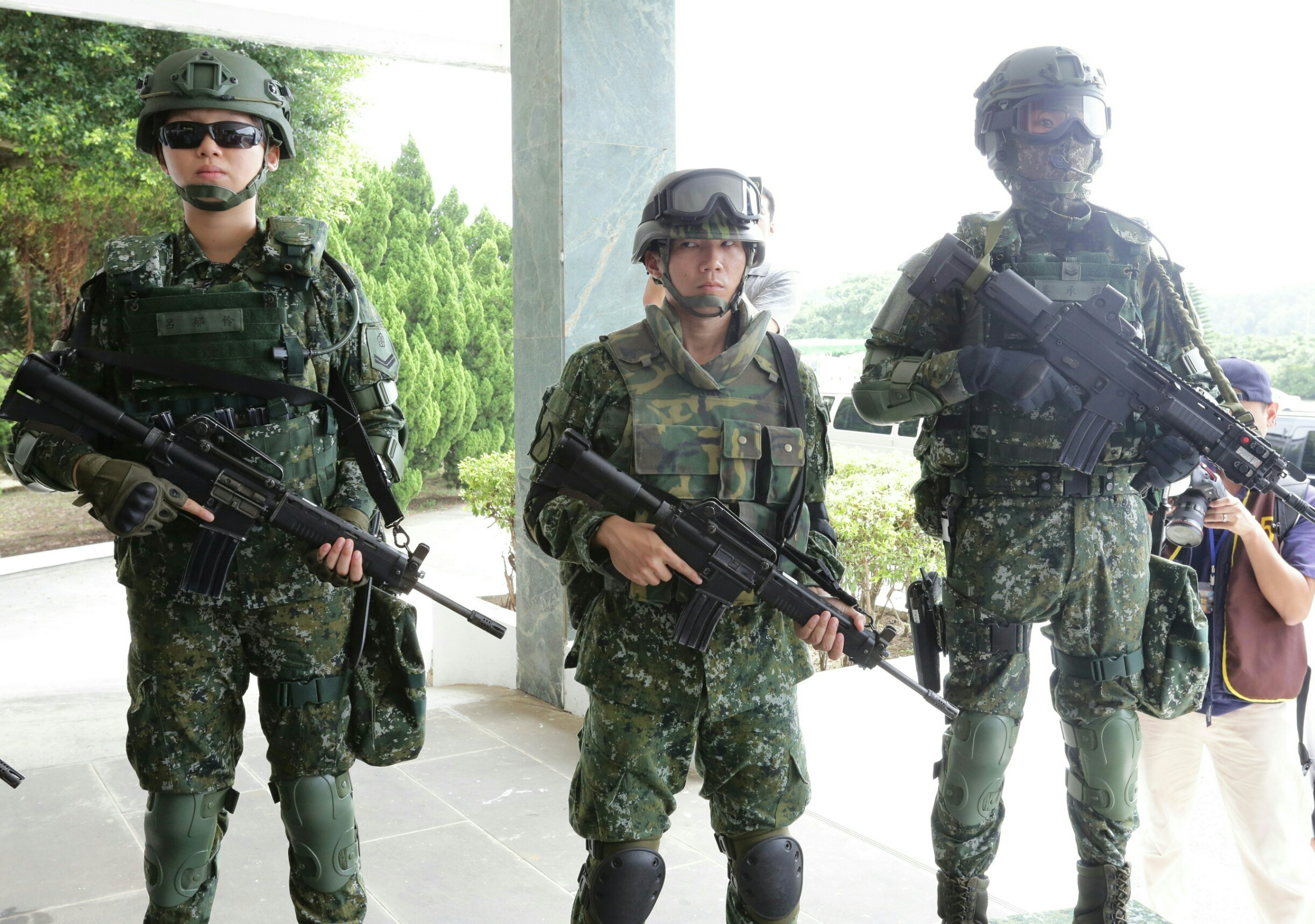
中華民国国軍兵士。
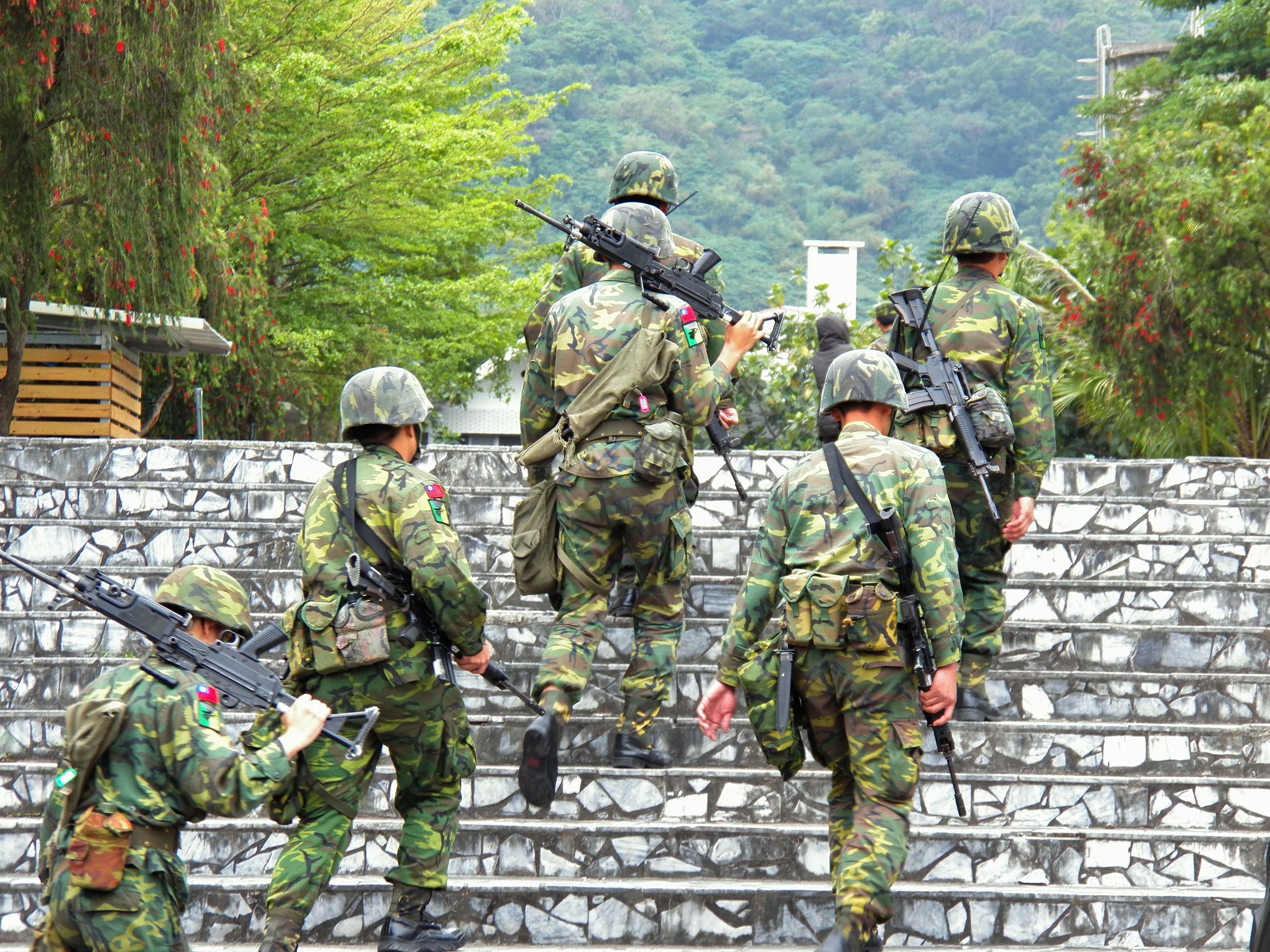
中華民国国軍兵士。六名のうち四名が91式を右肩から吊っている。
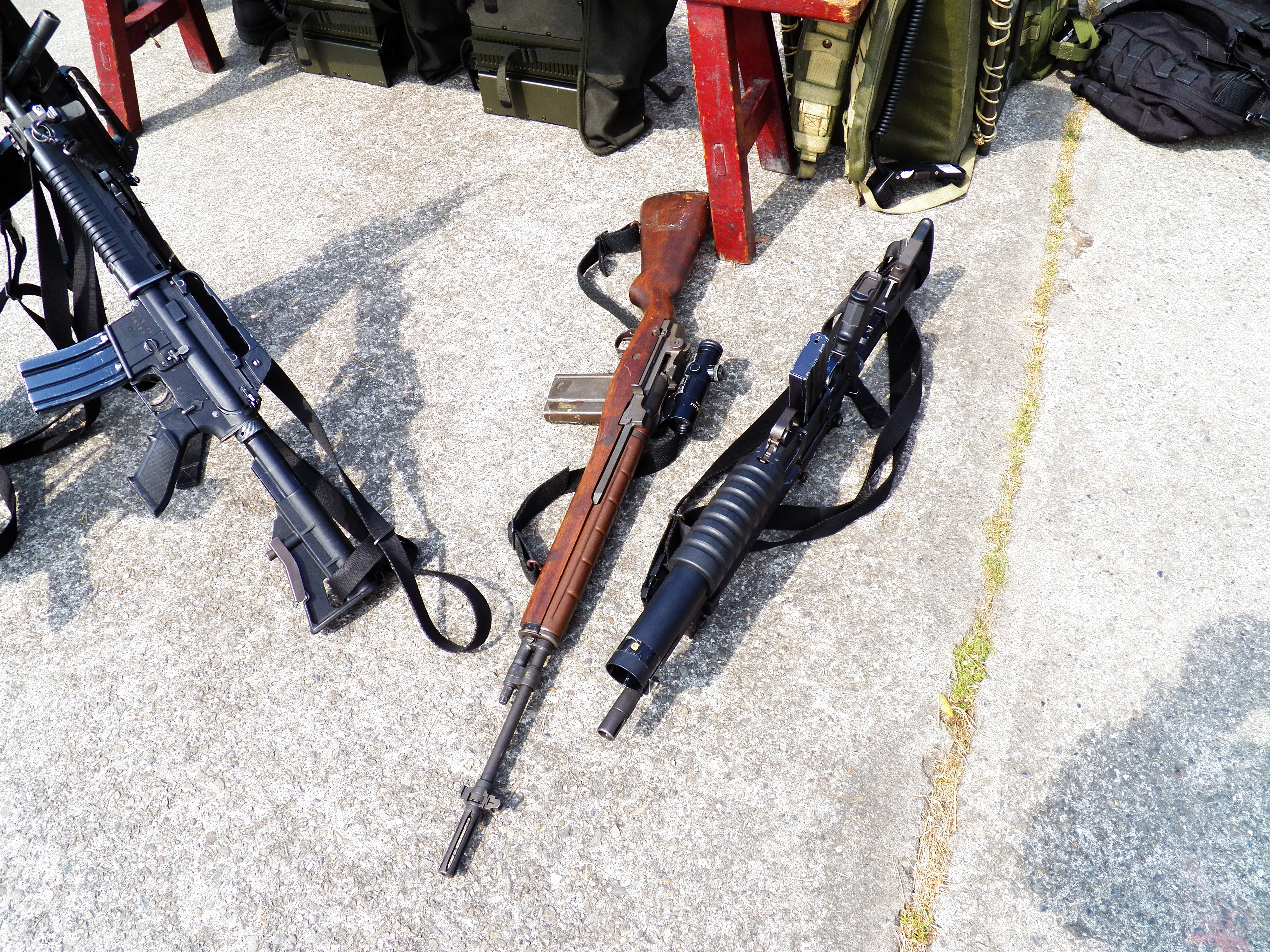
左から91式、57式、85式グレネードランチャーを装着した91式

## 使用国

### 軍用
- 台湾
- ヨルダン[4]
- インドネシア[4]
- アラブ首長国連邦[4]
- クウェート[4]
- ボスニア・ヘルツェゴビナ[4][5]
- ハイチ[4][6][7]
- インド[4]

### 民間利用
- アメリカ合衆国(Wolf A1)

## 登場作品

### 漫画・アニメ
『うぽって!!』
ていちゃんが使用（ていちゃん自身が91式の擬人化キャラでもある）。

### ゲーム
『A.V.A Online』
『Paperman』

『シューティングガール』
金山亜希が使用。
『ドールズフロントライン』
萌え擬人化されて星5戦術人形「T91」として登場。